# Sobiborski Park Krajobrazowy
Sobiborski Park Krajobrazowy jest położony we wschodniej części województwa lubelskiego w powiecie włodawskim na Pojezierzu Łęczyńsko-Włodawskim, obejmuje teren gmin Włodawa, Hańsk i Wola Uhruska. Utworzony uchwałą WRN w Chełmie z 23 marca 1983 r. park krajobrazowy chroni znaczne partie lasów z licznie występującymi torfowiskami i śródleśnymi jeziorami. W siedliskach leśnych dominują drzewostany sosnowe oraz brzozowe i olszowe. Powierzchnia Parku wynosi 100 km², natomiast jego otulina liczy 95 km². Dominującą formą pokrycia terenu są lasy, które stanowią 75% powierzchni parku. Do pozostałych form użytkowania ziemi należą: łąki – 10%, bagna – 5%, grunty rolne – 2%, wody – 2%.
6 rezerwatów przyrody: Brudzieniec, Żółwiowe Błota, Małoziemce, Jezioro Orchowe, Magazyn, Trzy Jeziora. Łączna ich powierzchnia wynosi 1670,62 ha, co stanowi 16,7% powierzchni parku. Planowany rezerwat biosfery, włączony w ECONET-POLSKA.

## Flora
Na terenie Parku zidentyfikowano ok. 100 zbiorowisk roślinnych. We florze Parku wyróżniono 55 gatunków rzadkich, z których 44 objęte są ochroną.

## Fauna
Ostoja żółwia błotnego.
W wodach Parku występuje strzebla błotna.
Awifauna: bielik, cietrzew, bąk zwyczajny, gągoł, perkoz dwuczuby, orlik krzykliwy, bocian czarny.